# لا كيور
لا كيور La Cure هي قرية سويسرية فرنسية تقع على بعد 20 كيلومتر (15 ميل) تقريبا في شمال غرب بحيرة ليمان، على جانبي الحدود الفرنسية السويسرية. بحسب التقسيمالإداري، في النصف السويسري من لا كيور هو جزء من بلدية سانت سيرج، بينما في النصف الفرنسي جزء من بلدية ليه روس. يقسم الخط الفاصل للحدود الدولية بين البلدين ما لا يقل عن أربعة مباني بين البلدين، أبرزها فندق أربيز، حيث تنقسم قاعة الطعام والغرف الأخرى إلى قسمين عبر الحدود.

## تاريخها

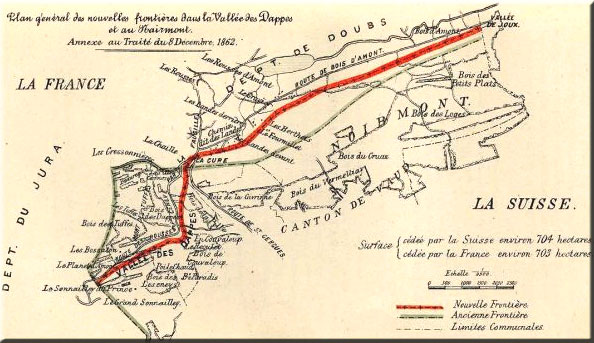
تغييرات الحدود نتيجة لمعاهدة دابيس. الحدود القديمة محددة باللون الأخضر، والحدود الجديدة باللون الأحمر.

حتى عام 1862 كانت منطقة لا كيور موجودة بالكامل في فرنسا. كانت فرنسا وسويسرا قد تنازعتا سابقًا على حيازة منطقة Vallée des Dappes ذات الأهمية الاستراتيجية، والتي كانت تسيطر عليها الأخيرة حتى عام 1862، قبل السويسريون عرض لاستبدال تلك المنطقة بقطعة أخرى تقع في الشمال والشرق مباشرة؛ تم رسم الحدود الجديدة مباشرة عبر لا كيور. وفقًا لمعاهدة دابيس، التي أضفت طابع رسمي على المبادلة.  وتمر الحدود عبر فندق أربيز ؛ بالإضافة إلى أنها تشطر مسكنين على الأقل وحانة. 

## السكة الحديدية
يوجد خط سكة حديد ضيق للسكك الحديدية السويسرية، وهو خط سكة حديد نيون-سان-سيرج-موريز، الذي يمتد من نيون إلى لا كيور.

## فندق أرابيز
مستفيدًا من التأخير بين التفاوض على المعاهدة والتصديق النهائي عليها من قبل البرلمان السويسري، قام رجل أعمال محلي يُدعى بونثوس ببناء هيكل جديد في عام 1863 على الخط الحدودي الجديد.  في الأصل كان بونثوس يدير محل بقالة في القسم السويسري من المبنى، مع حانة في القسم الفرنسي، على أمل تحويل الأعمال التجارية عبر الحدود لصالحه.  في عام 1921، اشترى جول جان أربيز المبنى، وحوله إلى فندق.

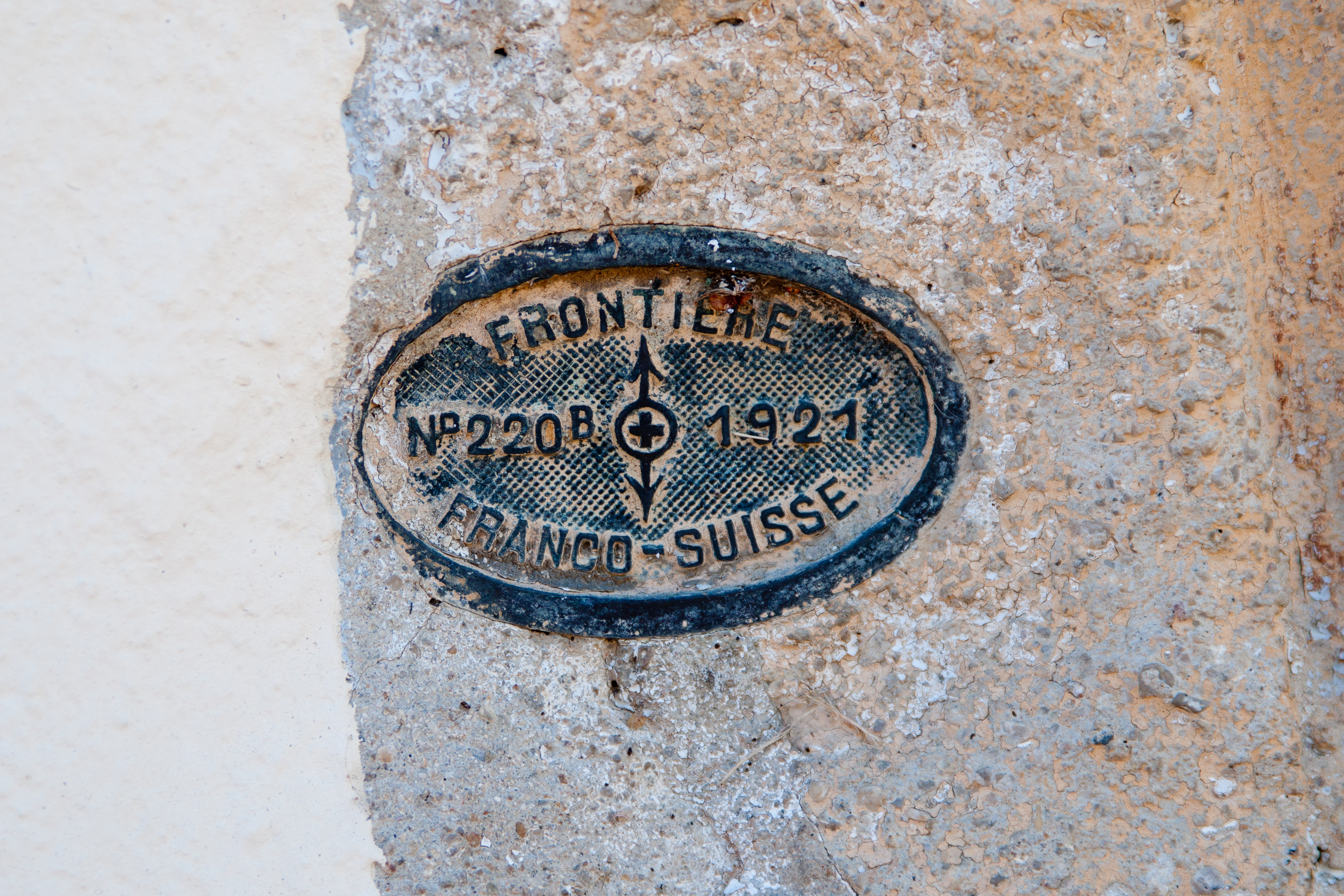
لوحة حدودية على أحد المباني في لا كيور

اليوم، تمر الحدود الفرنسية السويسرية عبر المطبخ وغرفة الطعام والممر والعديد من غرف الفندق. في غرفتين (بما في ذلك جناح العسل )، تقسم الحدود الأسرة نفسها بينما في غرفة أخرى، يقع الحمام في فرنسا، بينما تقع بقية الغرفة في سويسرا.
أثناء الاحتلال الألماني لفرنسا في الحرب العالمية الثانية، سُمح لقواتهم بدخول الجانب الفرنسي من الفندق، لكن مُنعوا منعا باتا من العبور إلى الجانب السويسري. وبما أن السلم المؤدي إلى الطابق العلوي يبدأ في الأراضي الفرنسية وينتهي في سويسرا، لم يُسمح للألمان بالوصول إلى أي من الغرف العلوية التي أصبحت ملجأ للاجئين وأعضاء المقاومة الفرنسية.  تم اختيار الفندق عام 1962 للتفاوض على اتفاقيات إيفيان بين فرنسا والجزائر، والتي أسفرت عن استقلال الجزائر.

## معرض الصور

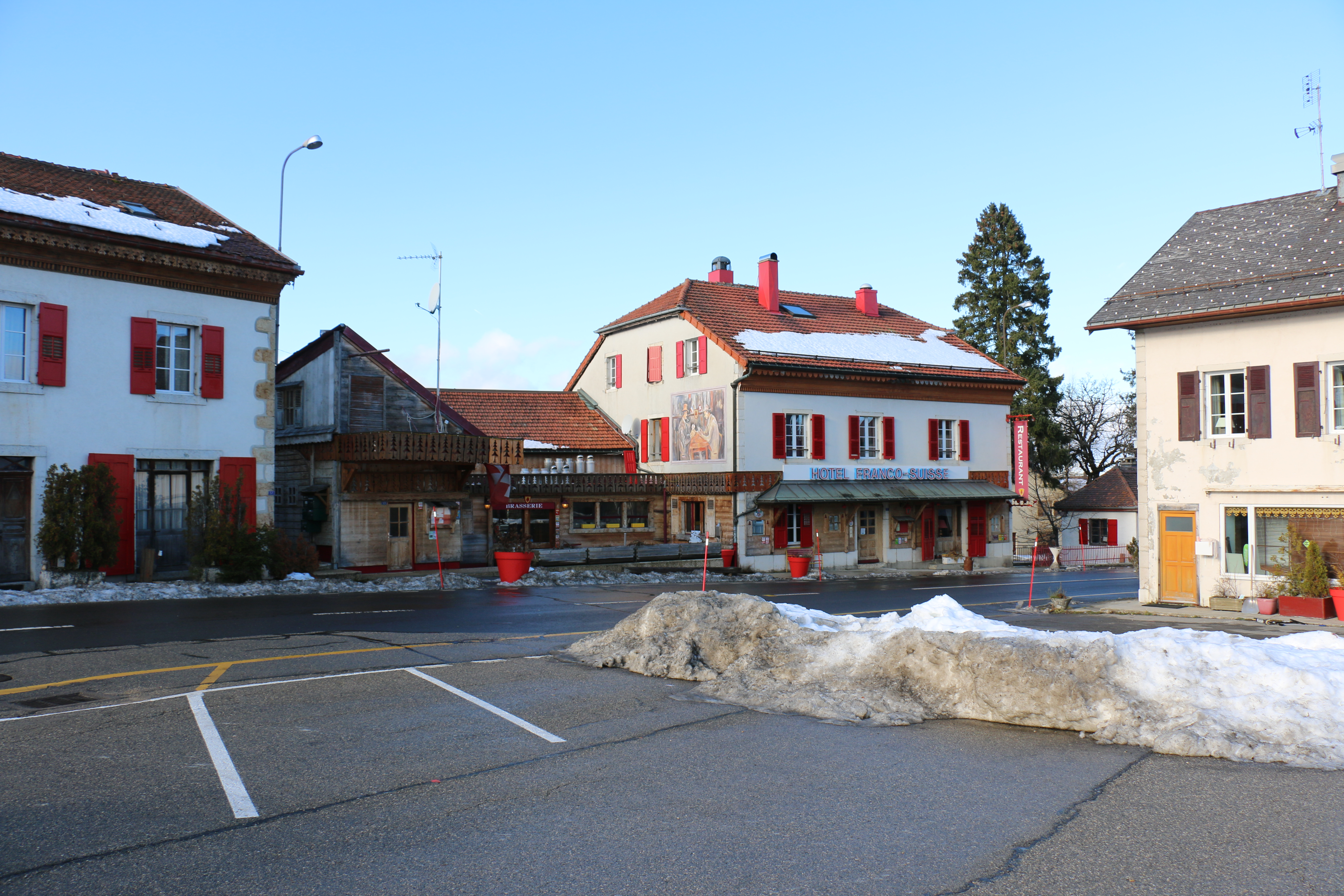
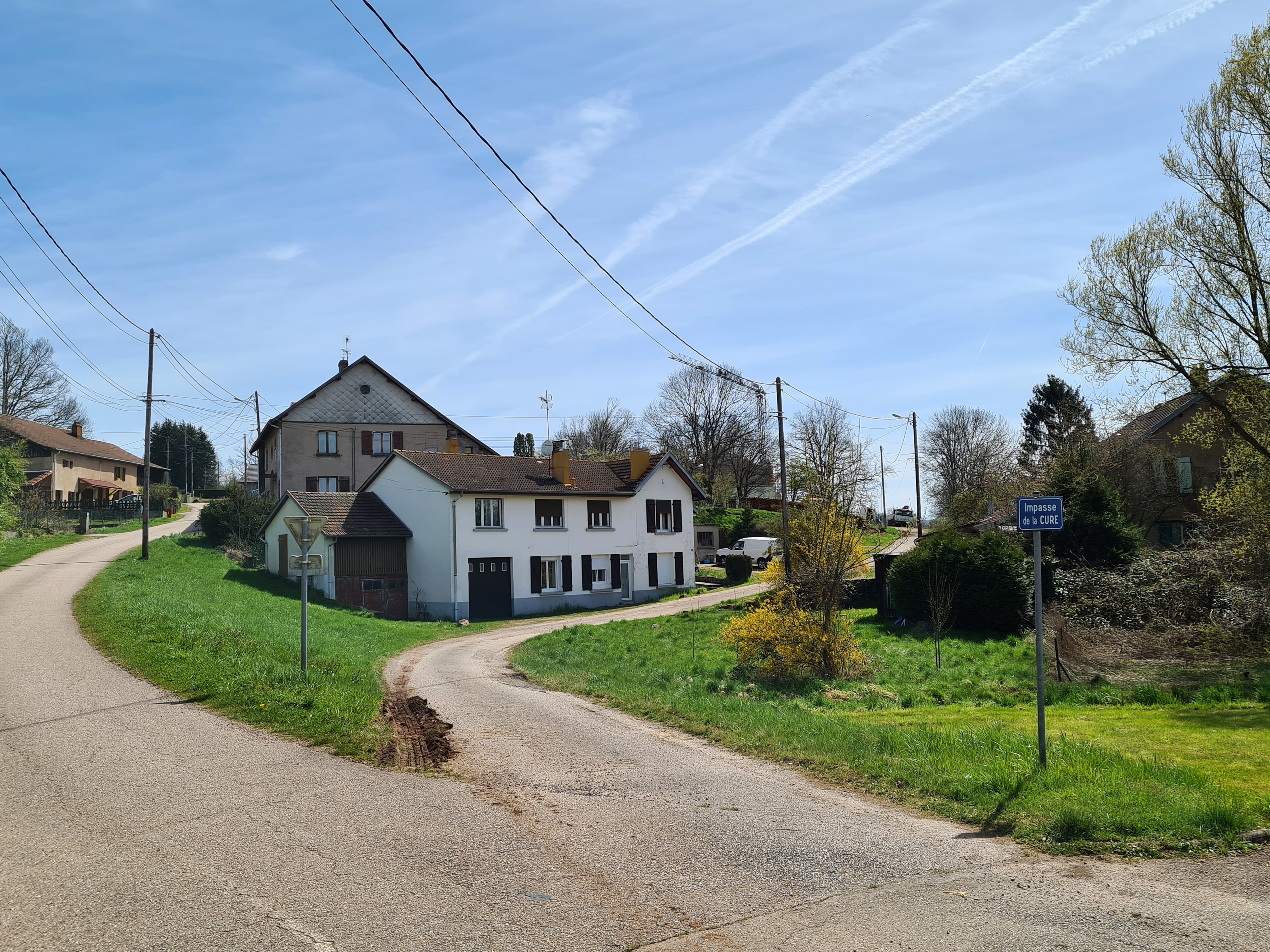
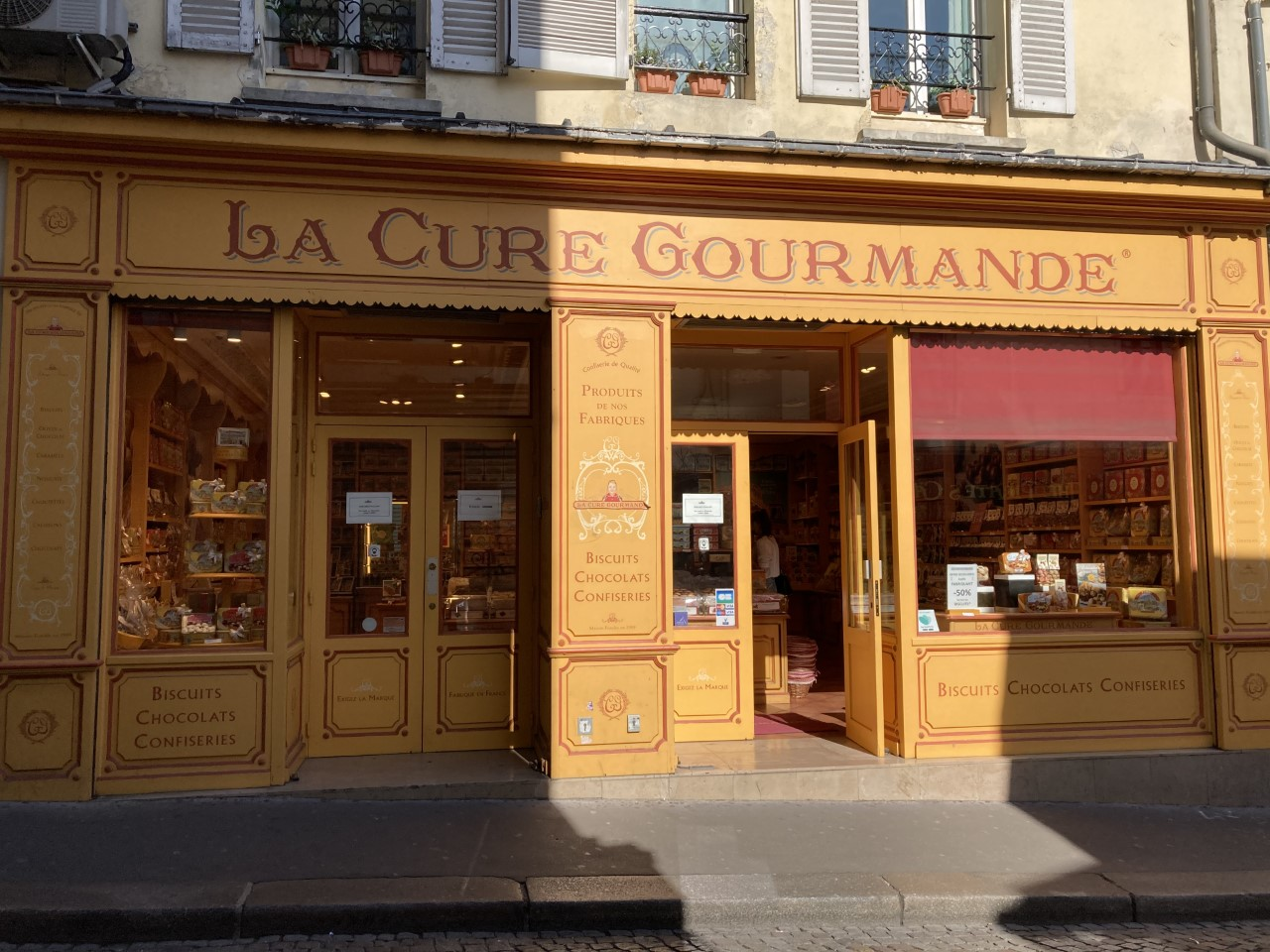
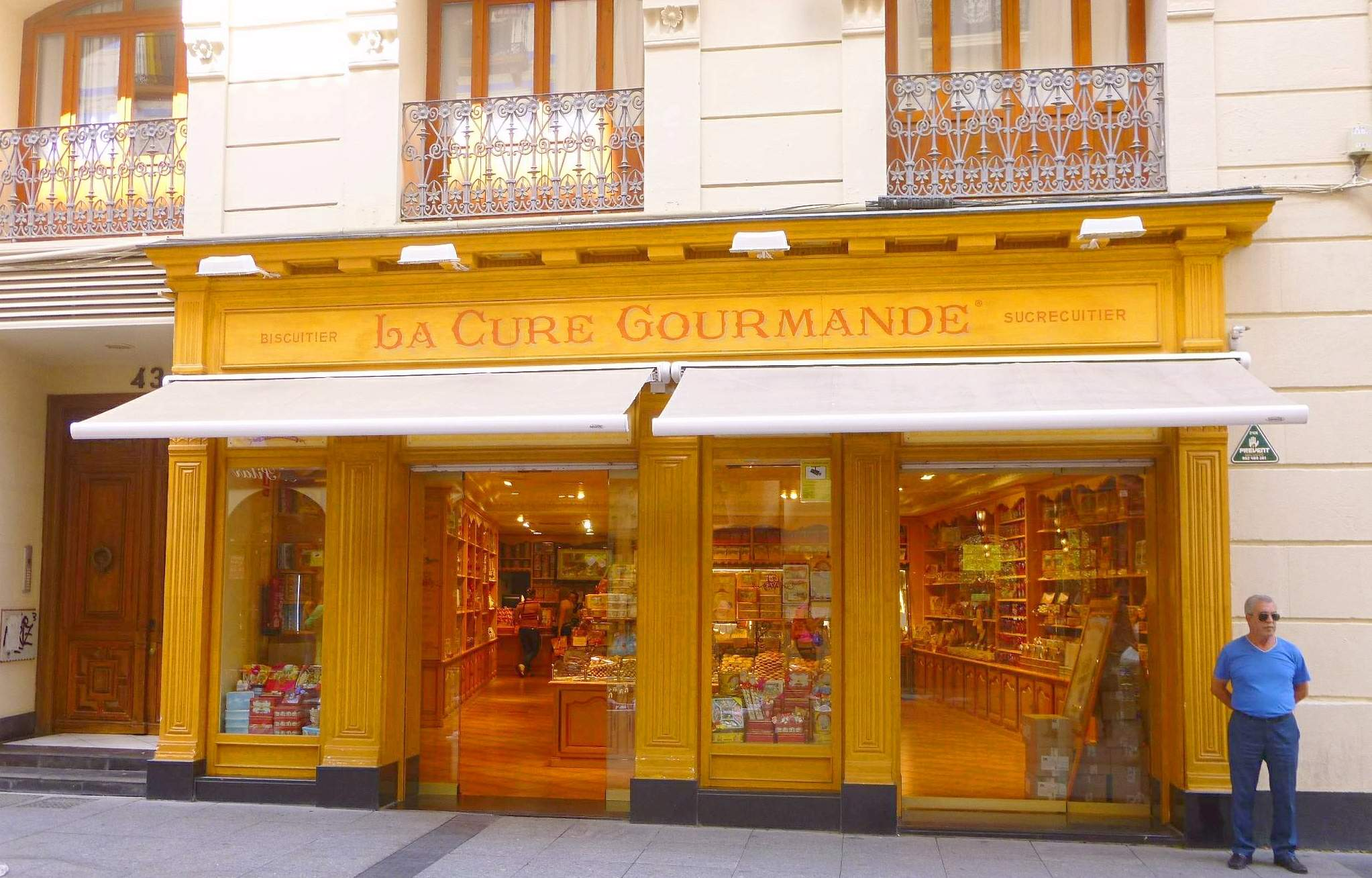
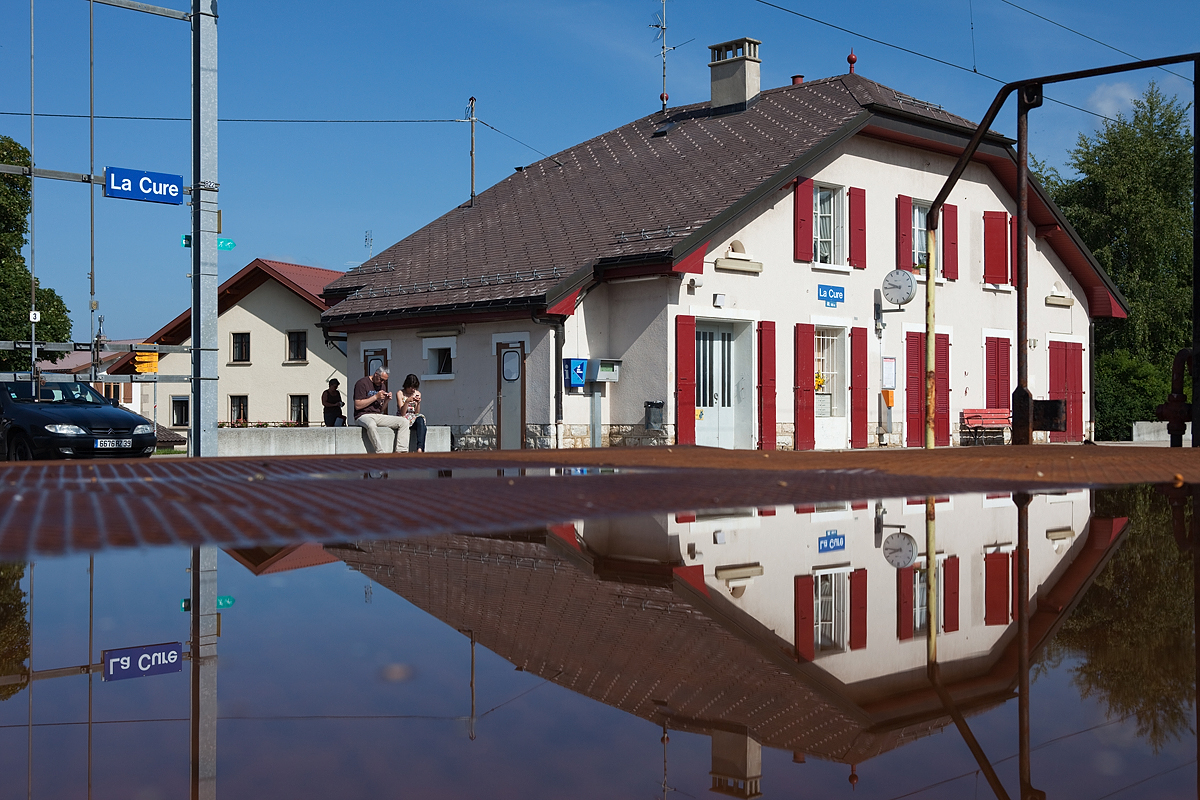
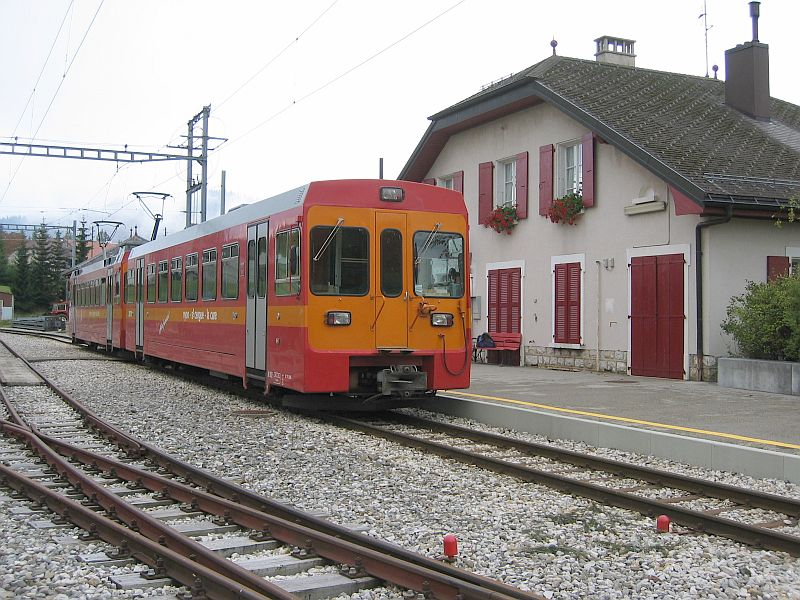
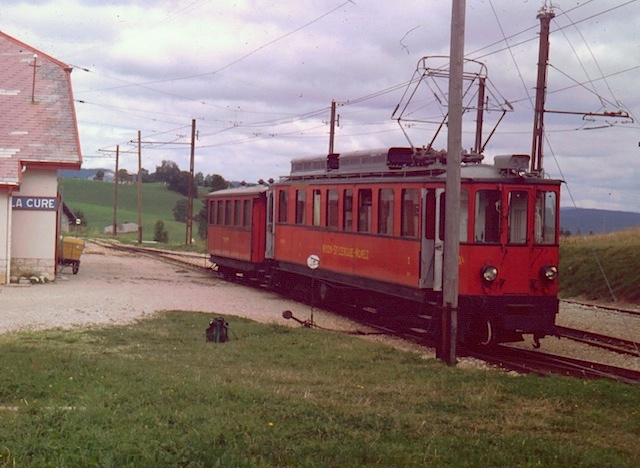
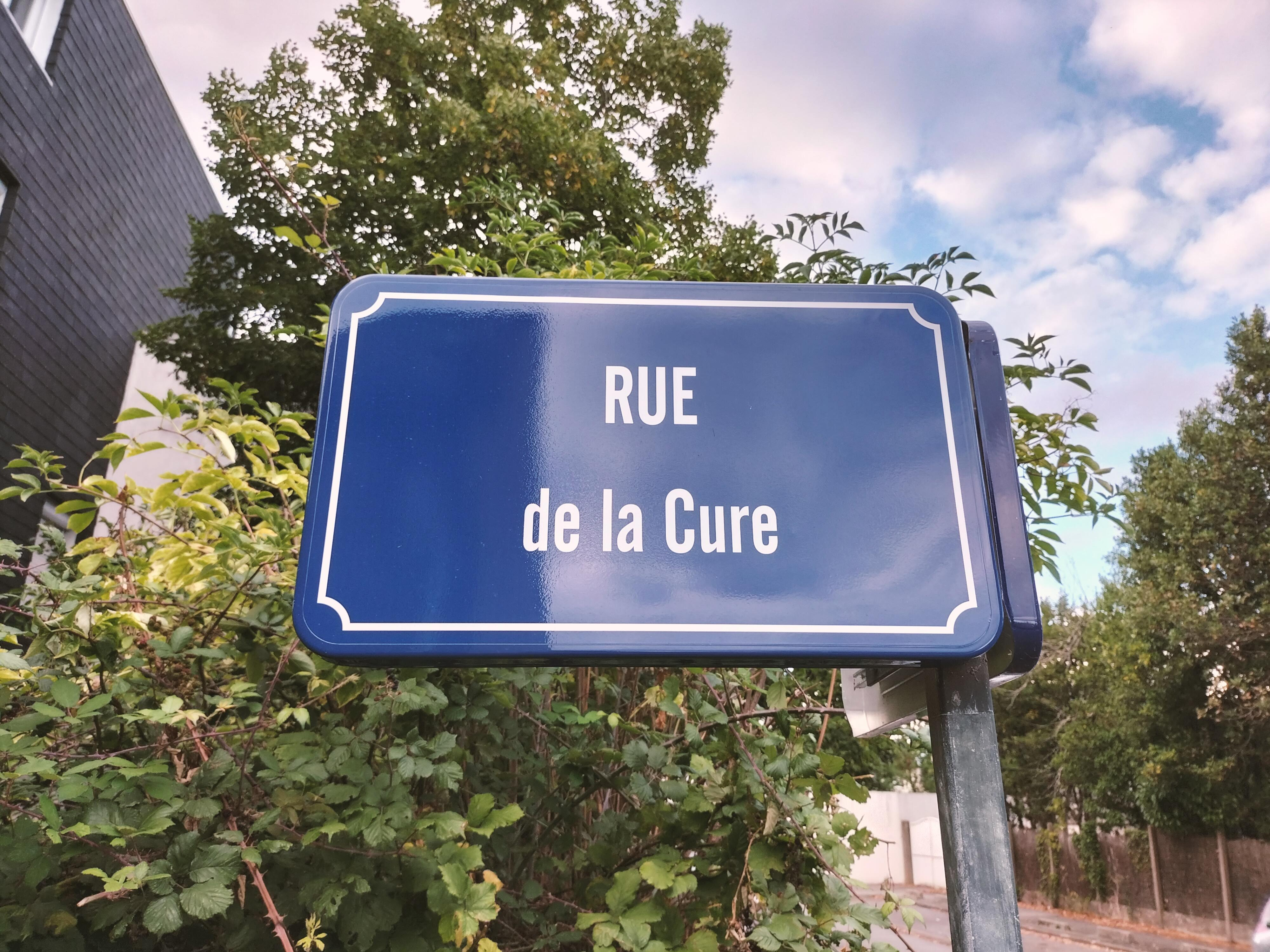
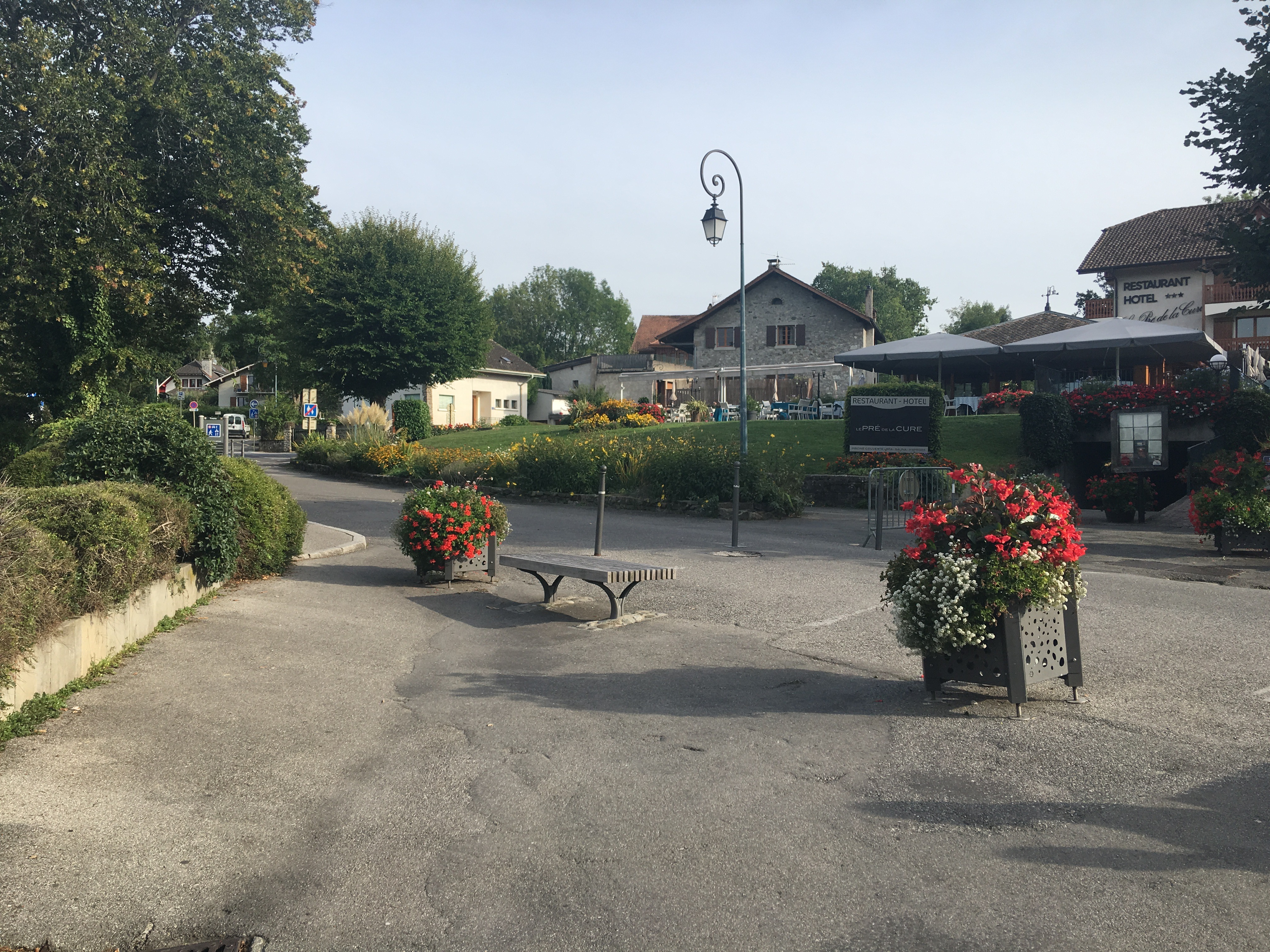

## أنظر أيضا
- مكتبة ودار أوبرا هاسكل (مكتبة يقع نصفها في ديربي لاين، فيرمونت في الولايات المتحدة والنصف الآخر في ستانستيد، كيبيك في كندا).

## روابط خارجية
- فندق أرابيز. الموقع الإلكتروني للفندق؛ في المقام الأول باللغة الفرنسية، مع ترجمة محدودة باللغة الإنجليزية.
- لا كيور: صور وخرائط. يقدم عدة صور كبيرة للقرية ومبانيها (مع خطوط توضح موقع الحدود)، بالإضافة إلى خرائط للمنطقة.
- فندق أربيز: نصفه في فرنسا ونصفه في سويسرا. يعرض صورًا للتصميم الداخلي والخارجي لفندق Arbez، مع خطوط توضح الموقع الدقيق للحدود في كل منهما.